# Lethata asthenopa
Lethata asthenopa es una especie de polilla del género Lethata, orden Lepidoptera.
Fue descrita científicamente por Meyrick en 1916.

## Descripción
Su envergadura es de 27 mm.

## Distribución
Se encuentra en Guayana Francesa.